# Rhamphosipyloidea calliope
Rhamphosipyloidea calliope is een insect uit de orde Phasmatodea en de familie Diapheromeridae. De wetenschappelijke naam van deze soort is voor het eerst geldig gepubliceerd in 1877 door Stål.